# Паршакова (Красновишерский район)
Паршакова — деревня в Красновишерском районе Пермского края. Входит в состав Верх-Язьвинского сельского поселения.

## Географическое положение
Расположена на правом берегу реки Язьва при впадении в неё реки Пулт, примерно в 8 км к юго-востоку от центра поселения, села Верх-Язьва, и в 53 км к юго-востоку от районного центра, города Красновишерск.

## История
Будущий ректор Народного университета в Турку С. Нюман так описал Паршаковку, в которой он жил в 1889 году: «Деревня… является, как нам и было рассказано, сплошь пермяцкой… Уровень цивилизации жителей этих местностей очень низкий. Об этом свидетельствует, в частности, такое обстоятельство, что из всей деревни только в нашем доме имеется самовар, который, впрочем, считается символом русской цивилизации. Настоящего чая совсем не было, но какой-то напиток, приготовленный из трав, предлагали нам, когда мы приехали. Причиной такой отсталости является, конечно же, отдаленность от обжитых местностей, но в большей части и то обстоятельство, что пермяки здесь принадлежат к религиозной секте староверов, приверженцы которой вообще живут по-старому. Они, как это бывает у сектантов, в своей вере очень строгие. Табакокурение считается большим грехом, и относительно нас наши хозяева обычно ведут себя осторожно. Так, однажды, когда мы пили чай вместе с нашим хозяином, он случайно налил себе сливки из предназначенной нам посуды. Дочь, которая со стороны наблюдала за происходившим, громким голосом сделала замечание об ошибке своего отца. Напиток вылили, стакан промыли, и, пообещав в дальнейшем соблюдать большую осторожность, хозяин снова присоединился к нашей компании. Однако такими замкнутыми, необщительными, какими русские их нам описывали, они не являются. Наоборот, когда предрассудки, связанные с нашим приездом, постепенно исчезли (большинство уже верило, что мы не антихристы, как вначале предполагалось), они были весьма любезными. Старый Архип, поп деревни, оказал нам сразу на следующий день свою почтительность. Его сын пришел пригласить нас к ним, чтобы выпить вместе водку. Такое же приглашение поступило также от старосты деревни. И старики некоторое время не перестали удивляться, отчего мы водку пить отказываемся».

## Население
| 2010 |
| ---- |
| 144  |

Коренное население деревни — коми-язьвинцы.

## Улицы[3]
- Арвида Генетца ул.
- Мира ул.
- Набережная ул.
- Совхозная ул.
- Школьная ул.

## Топографические карты
- Лист карты P-40-139,140 Северный  Колчим. Масштаб: 1 : 100 000. Состояние местности на 1982 год. Издание 1987 г.